# Atlas Weekend 2021
Фестиваль Atlas Weekend 2021 відбувся з 5 по 11 липня 2021 року у Києві в Національному експоцентрі України (колишній ВДНГ).

## Лайн-ап
Хедлайнерами фестивалю стали Тіна Кароль, Mozgi, Dorofeeva, Воплі Відоплясова, The Hardkiss, Валерій Меладзе, Вєрка Сердючка та інші.

### Сцени
Було заплановано 6 сцен, але діяло 5, Garden Stage не працювала:
- Головна сцена (Main Stage);
- Західна сцена (West Stage);
- Східна сцена (East Stage);
- Північна сцена (North Stage);
- Електронна сцена (Electronic Stage).

### Скасування
Через коронавірус мало хто із закордонних артистів відвідав захід. Організатори обіцяли привезти їх у наступному, 2022 році. Це A$AP ROCKY, Placebo, Twenty One Pilots, Том Вокер та інші.

### Розклад
Перші два дні були безкоштовні. В ці дні виступили: Тіна Кароль, Сергій Бабкін, "СКАЙ", "Воплі Відоплясова", гурти "Друга Ріка", Kozak System, Скрябін & Yurcash, Mélovin, Злата Огневич, Оля Цибульська, NK і "співаючий ректор" Михайло Поплавський.
В інші дні, "платні", виступили учасники: Океан Ельзи, DJ Snake, Fatboy Slim, The Hardkiss, Верка Сердючка, Валерій Меладзе, Бумбокс, Антитіла, ЛСП, Томмі Кеш, Порнофільми, Brainstorm, ONUKA, Shortparis, Ляпіс-98, alyona alyona, Один в каное, ДахаБраха, Пошлая Молли, Ramil’, Kazka, Go_A, Intelligency, DaKooka.
| Main Stage |                                                                                 | | | |                                                                            |
| 5-6 липня | 7 липня                                                                         | 8 липня | 9 липня                                                                                                  | 10 липня                                                                                            | 11 липня                                                                   |
| 15:08 — 15:11 Bside band 15:20 — 15:30 Karta svitu 15:33 — 15:43 TamerlanAlena 15:46 — 15:53 Міла Нітіч 15:56 — 16:03 Gena Viter 16:15 — 16:27 Сергій Мироненко 16:29 — 16:36 Marietta 16:38 — 16:45 Анна Трінчер 17:12 — 17:22 Мята 17:25 — 17:37 Alyosha 17:40 — 17:54 Віталій Козловський 17:56 — 18:06 Tarabarova 18:09 — 18:20 Dantes 18:22 — 18:37 Злата Огневич 18:39 — 18:55 Alekseev 18:58 — 19:13 Оля Цибульська 19:16 — 19:31 NIKITA LOMAKIN 19:34 — 19:49 Lida Lee 20:52 — 20:12 Mélovin 20:15 — 20:30 Воплі Відоплясова 20:33 — 21:03 Dorofeeva 21:06 — 21:39 NK 21:39 — 22:09 Mozgi 22:21 — 23:06 Тіна Кароль | -                                                                               | 18:00 — 18:45 Kazka 19:45 — 20:45 Валерій Меладзе 21:45 — 23:15 Вєрка Сердючка                                        | 16:15 — 17:00 Laud 17:45 — 18:30 Христина Соловій 19:15 — 20:15 Антитіла 21:30 — 23:15 Океан Ельзи       | 17:45 — 18:30 Артем Пивоваров 19:30 — 20:30 Бумбокс 21:45 — 23:15 Fatboy Slim                       | 17:45 — 18:45 Latexfauna 19:30 — 20:30 Ляпіс-98 21:45 — 23:15 The Hardkiss |
| West Stage |                                                                                 | | | |                                                                            |
| 5-6 липня | 7 липня                                                                         | 8 липня | 9 липня                                                                                                  | 10 липня                                                                                            | 11 липня                                                                   |
| 15:30 — 18:15 Скрябін і Юркеш 20:45 — 22:00 Сергій Бабкін | 16:00 — 16:45 Sasha Boole 18:30 — 19:30 Beissoul & Einius 21:15 — 22:30 5'nizza | 15:30 — 16:00 Катя Вандина 16:30 — 17:15 Ofliyan 17:45 — 18:30 Bahroma 19:15 — 20:15 Tvorchi 21:30 — 22:45 Brainstorm | 15:30 — 16:15 Oy sound system 16:45 — 17:30 Ragapop 18:00 — 19:00 Dakh Daughters 19:45 — 21:00 ДахаБраха | 16:00 — 16:45 Akine 17:30 — 18:15 Alina Pash 19:00 — 20:00 Garden City Movement 20:45 — 22:00 ONUKA | 19:00 — 20:00 Go A 21:00 — 22:15 Один в каное                              |

## Скандали
Mélovin зробив камінгаут. Частина відвідувачів і артистів підтримала його, інша - ні. Потап із Позитивом висміяли Меловіна, поцілувавшись на публіку.
Участь у фестивалі прийняли учасники із Росії — Валерій Меладзе, панки "Порнофільми", експериментатори Shortparis, рокери Wildways та поп-виконавці HENSY й Ramil'. Попри протести громадських організацій, організатори не відмовилися від артистів із Росії. Меладзе виступав в Росії на запрошення Лукашенка.

## Галерея
Фотографії з Atlas Weekend 2021: